# Distretto di Nyíradony
Il distretto di Nyíradony (in ungherese Nyíradonyi járás) è un distretto dell'Ungheria, situato nella provincia di Hajdú-Bihar.